# Alice & Só
Alice & Só é um filme de romance e comédia que marca a estreia do diretor Daniel Lieff no cinema, escrito por Álvaro Campos e Matheus Souza, uma produção Coqueirão Pictures com coprodução e distribuição da 20th Century Fox.
É estrelado por Bruna Linzmeyer e Johnny Massaro. Alice & Só é uma aventura pelas estradas do Brasil ao Paraguai, onde a dupla Alice e Sócrates navegam pela música em uma road trip inesquecível e divertida. Antes de ser titulado Alice & Só, recebia o nome de Partiu Paraguai e Bamo Nessa.
O filme foi lançado nos cinemas brasileiros no dia 12 de novembro de 2020.

## Sinopse
O filme conta a história de Alice (Bruna Linzmeyer), uma jovem apaixonada por música, que junto com seu melhor amigo Socrates (Johnny Massaro) parte em busca do sucesso em uma viagem de carro para tocar no maior festival de covers do mundo com a banda, Alice & Só. Ao longo da viagem, os dois jovens, acompanhados por Tinho (Felipe Camargo), um ex-roqueiro, vivem muitas aventuras e fazem uma descoberta que mudará suas vidas para sempre.

## Elenco
- Bruna Linzmeyer como Alice
- Johnny Massaro como Sócrates (Só)
- Felipe Camargo como Tinho
- Nanda Costa como Catalina
- Eduardo Sterblitch
- Guilherme Weber
- Guta Stresser
- Stephan Nercessian
- Javier Enciso

## Produção
As gravações ocorreram em 2016 no Paraguai, no centro comercial de Cidade do Leste, no estacionamento do shopping Paris e no centro de Presidente Franco. Em Foz de Iguaçu, nas Cataratas do Iguaçu e na BR-277.